# Liste der Kulturdenkmäler in Jucken
In der Liste der Kulturdenkmäler in Jucken sind alle Kulturdenkmäler der rheinland-pfälzischen Ortsgemeinde Jucken aufgeführt. Grundlage ist die Denkmalliste des Landes Rheinland-Pfalz (Stand: 27. Juni 2022).

## Einzeldenkmäler
| Bezeichnung                           | Lage                          | Baujahr                                     | Beschreibung | Bild                           |
| ------------------------------------- | ----------------------------- | ------------------------------------------- | --- | ------------------------------ |
| Quereinhaus                           | Hauptstraße 17 Lage           | 1789                                        | Wohnteil eines Quereinhauses, bezeichnet 1789; ortsbildprägend | BW                             |
| Katholische Filialkirche St. Valentin | Hauptstraße 20 Lage           | 1930/31                                     | barockisierender Saalbau, 1930/31, Architekt Dombaumeister Julius Wirtz, Trier; teilweise erhaltene Ausstattung, Glasfenster von H. Maier                                                           | weitere Bilder Fotos hochladen |
| Takenschrank                          | Kapellenstraße, in Nr. 1 Lage | 1696                                        | barocker Takenschrank; Takenplatte bezeichnet 1696, Ofenstein bezeichnet 1807 | BW                             |
| Hetzgeshof                            | Kapellenstraße 16 Lage        | erste Hälfte bis Mitte des 18. Jahrhunderts | Wohnhaus, erste Hälfte bis Mitte des 18. Jahrhunderts, Erweiterung in der zweiten Hälfte des 19. Jahrhunderts (angeblich 1868), gleichzeitig überformt; eingeschossiges Backhaus mit Schmiede, 1875 | weitere Bilder Fotos hochladen |